# Savonnières
Pour les articles homonymes, voir Savonnières (homonymie).
Savonnières est une commune française du département d'Indre-et-Loire, en région Centre-Val de Loire. Elle se situe proche d'autres communes comme Ballan-Miré ou encore Villandry.

## Géographie
Savonnières est située sur la rive gauche du Cher à une quinzaine de kilomètres à l'ouest de Tours et à cinq kilomètres à l'est du confluent de la Loire et du Cher. Le bourg s'est construit au bord de la rivière, mais la plupart des hameaux sont situés sur le coteau calcaire qui domine d'une quarantaine de mètres le Cher.
Savonnières est dans le périmètre du Val de Loire, classé au Patrimoine mondial de l'UNESCO entre Sully-sur-Loire et Chalonnes-sur-Loire.
Savonnières fait partie de la métropole Tourangelle « Tours Métropole Val de Loire ».

### Communes limitrophes
Ballan-Miré au sud-est, Druye au sud, Villandry à l'ouest, Berthenay au nord-ouest et aussi Saint-Genouph au nord-est.
| Berthenay |             | Saint-Genouph |
| Villandry | Savonnières |               |
|           | Druye       | Ballan-Miré   |

### Écarts et lieux-dits
Les lieux-dits de la commune sont : le Val Gelé, la Protairie, le Port, le Bas Bray, la Brèche, le Guédier, Soulas, les Caves Gouttières, la Bretonnière, la Boissière, la Moutinnerie, la Tuilerie, la Bonde, le Mitan Bray, Montliveau, le Perreau, la Maison d'Ardoise, le Pavillon, le Haut Bray, la Grenouillère, la Ronsière, les Touches, la Barraudière, les Mazeraies, la Girardière, les Ballandais, la Montée Jaune, la Rousselière, la Foucaudière, les Chesnaies, le Petit Bois, le Clos des Rosiers, le Plessis, la Vallée Bourcier, la Bellangerie, la Bassellerie, la Carmerie, les Rosiers, les Caves, la Petite Barre, l'Oucherie, Bois Robert, la Fosse Boucher, Boucault, la Guillonnière, la Croix Blanche, l'Audeverdière, les Noues, la Grange, l'Ouche Baudraie, la Butte, les Ruaux, l'Augeonnière, les Métairies, la Martinière, la Planche, les Fontaines, la Fosse au Bray, la Sainterie, l'Arrarie.

### Hydrographie

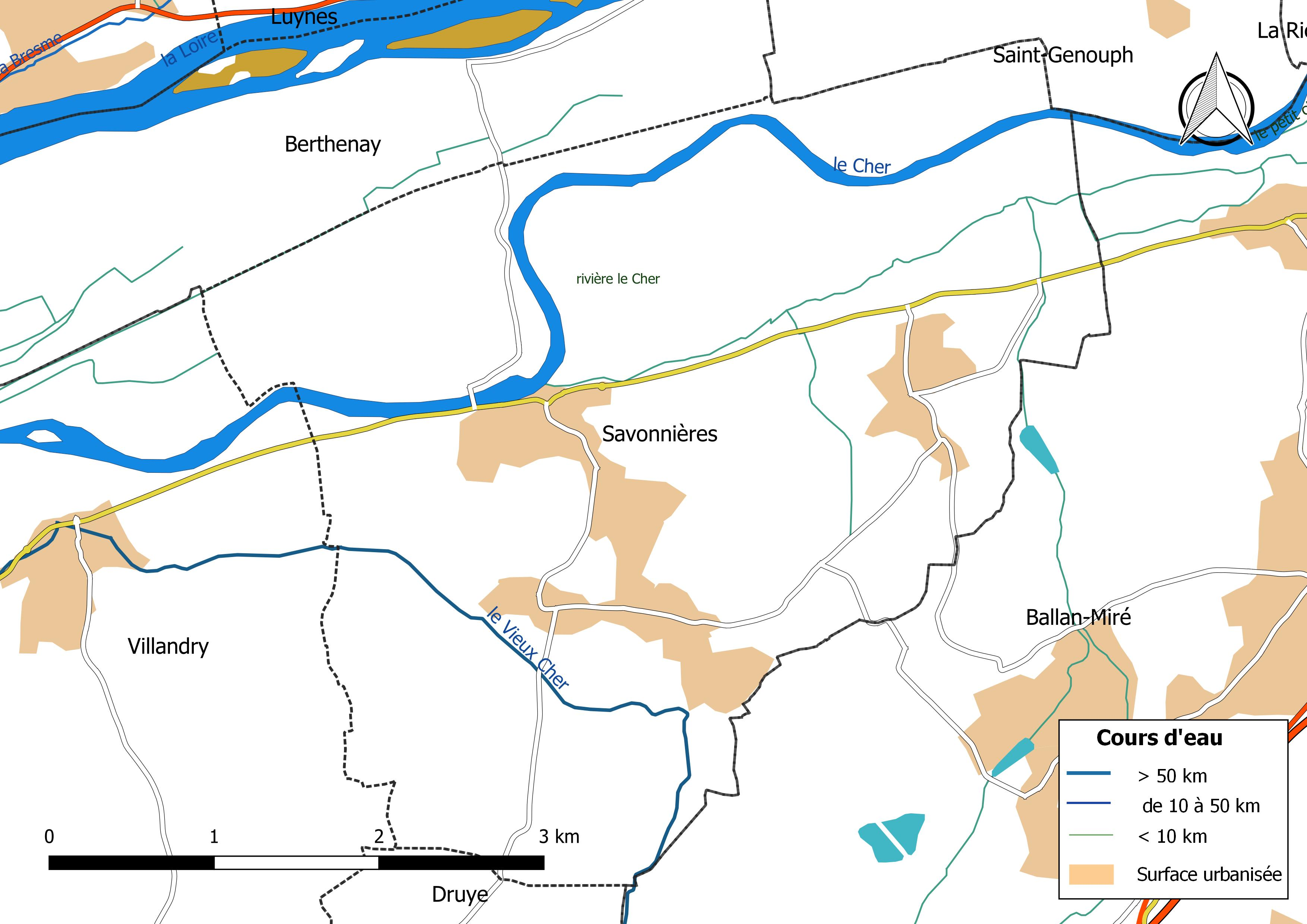
Réseau hydrographique de Savonnières.

La commune est traversée d'est en ouest par le Cher (6,313 km). Le réseau hydrographique communal, d'une longueur totale de 16,77 km, comprend un autre cours d'eau notable, le Vieux Cher (3,67 km), et six petits cours d'eau pour certains temporaires,.
Le Cher, d'une longueur totale de 365,5 km, prend sa source à 714 mètres d'altitude à Mérinchal, dans la Creuse et se jette dans la Loire à Villandry, à 40 m d'altitude, après avoir traversé 117 communes. Le Cher présente des fluctuations saisonnières de débit assez marquées. Sur le plan de la prévision des crues, la commune est située dans le tronçon du Cher tourangeau, dont la station hydrométrique de référence la plus proche est située à  Tours [Pont Saint Sauveur]. Le débit mensuel moyen (calculé sur 53 ans pour cette station) varie de 25,8 m3/s au mois d'août  à 192 m3/s au mois de février. Le débit instantané maximal observé sur cette station est de 1 000 m3/s le 24 mars 1988, la hauteur maximale relevée a été de 4,96 m le 5 juin 2016,.
Ce cours d'eau est classé dans les listes 1 et 2 au titre de l'article L. 214-17 du code de l'environnement sur le Bassin Loire-Bretagne. Au titre de la liste 1, aucune autorisation ou concession ne peut être accordée pour la construction de nouveaux ouvrages s'ils constituent un obstacle à la continuité écologique et le renouvellement de la concession ou de l'autorisation des ouvrages existants est subordonné à des prescriptions permettant de maintenir le très bon état écologique des eaux. Au titre de la liste 2, tout ouvrage doit être géré, entretenu et équipé selon des règles définies par l'autorité administrative, en concertation avec le propriétaire ou, à défaut, l'exploitant,.
Sur le plan piscicole, le Cher est classé en deuxième catégorie piscicole. Le groupe biologique dominant est constitué essentiellement de poissons blancs (cyprinidés) et de carnassiers (brochet, sandre et perche).
Le Vieux Cher, d'une longueur totale de 24,4 km, prend sa source dans la commune de Druye et se jette dans la Loire à Bréhémont, après avoir traversé 8 communes.
Sur le plan piscicole, le Vieux Cher est également classé en deuxième catégorie piscicole.
Deux zones humides ont été répertoriées sur la commune par la direction départementale des territoires (DDT) et le conseil départemental d'Indre-et-Loire : « les prairies humides de la Luine » et « la vallée du Château du Vau »,.

### Risques liés aux inondations
Savonnières est une commune sensible aux risques liés aux inondations, en effet, une partie de la commune situé près des lieux-dits du Bray et au bords du Cher avant le bourg sont inondables. Les crues sont répertoriées sur un mur, près de la Place du Cher dans le bourg, en face de la Poste. Les plans de préventions liés au risques naturels sont disponibles en mairie

### Risque sismique
Savonnières est soumise à un risque sismique faible (niveau 2 sur une échelle de 1 à 5).; les sources locales mentionnent toutefois deux séismes ayant touché la partie sud de l'Indre-et-Loire, le 11 septembre 1749 (intensité V ou VI, épicentre en limite du Poitou et de la Touraine) et le 13 septembre 1855 (intensité V, épicentre en Touraine).

### Climat
Pour des articles plus généraux, voir Climat du Centre-Val de Loire et Climat d'Indre-et-Loire.
En 2010, le climat de la commune est de type climat océanique altéré, selon une étude du CNRS s'appuyant sur une série de données couvrant la période 1971-2000. En 2020, Météo-France publie une typologie des climats de la France métropolitaine dans laquelle la commune est toujours exposée à un climat océanique altéré et est dans la région climatique  Moyenne vallée de la Loire, caractérisée par une bonne insolation (1 850 h/an) et un été peu pluvieux. 
Pour la période 1971-2000, la température annuelle moyenne est de 11,4 °C, avec une amplitude thermique annuelle de 15 °C. Le cumul annuel moyen de précipitations est de 701 mm, avec 10,6 jours de précipitations en janvier et 6,9 jours en juillet. Pour la période 1991-2020, la température moyenne annuelle observée sur la station météorologique de Météo-France la plus proche, sur la commune de Fondettes à 7 km à vol d'oiseau, est de 11,9 °C et le cumul annuel moyen de précipitations est de 725,7 mm,. Pour l'avenir, les paramètres climatiques de la commune estimés pour 2050 selon différents scénarios d'émission de gaz à effet de serre sont consultables sur un site dédié publié par Météo-France en novembre 2022.

## Urbanisme

### Typologie
Au 1er janvier 2024, Savonnières est catégorisée bourg rural, selon la nouvelle grille communale de densité à sept niveaux définie par l'Insee en 2022.
Elle appartient à l'unité urbaine de Tours, une agglomération intra-départementale regroupant 38  communes, dont elle est une commune de la banlieue,,. Par ailleurs la commune fait partie de l'aire d'attraction de Tours, dont elle est une commune de la couronne,. Cette aire, qui regroupe 162 communes, est catégorisée dans les aires de 200 000 à moins de 700 000 habitants,.

### Morphologie urbaine
Savonnières est une commune a dominante rurale bien qu'elle soit située dans la métropole tourangelle. La commune ne comporte que très peu d'immeubles, mais les logements sociaux sont situés en majorité à proximité du gymnase des Fontaines.
Les ouvrages officiels concernant l'urbanisme à Savonnières sont disponibles sur le site de la mairie (PLU, PADD...).

### Occupation des sols

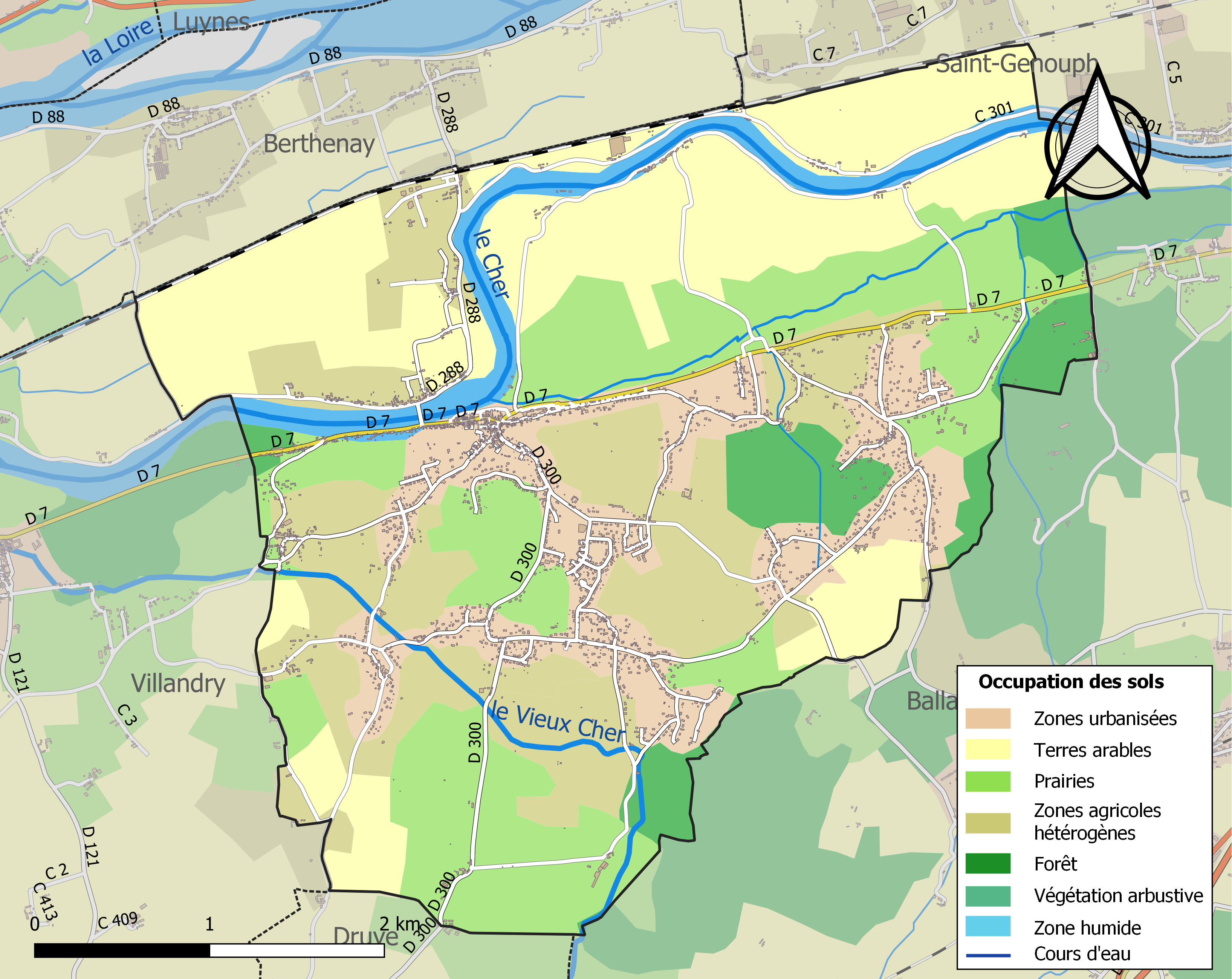
Carte des infrastructures et de l'occupation des sols de la commune en 2018 (CLC).

L'occupation des sols de la commune, telle qu'elle ressort de la base de données européenne d’occupation biophysique des sols Corine Land Cover (CLC), est marquée par l'importance des territoires agricoles (72,9 % en 2018), en diminution par rapport à 1990 (83,8 %). La répartition détaillée en 2018 est la suivante : 
terres arables (26,8 %), prairies (23,6 %), zones agricoles hétérogènes (22,4 %), zones urbanisées (15,3 %), forêts (6,7 %), eaux continentales (5,1 %).

### Voies de communication et transports
Le village est traversé par la route départementale 7 qui relie Tours à Langeais et jusqu'à la confluence entre la Loire et la Vienne. La RD 288 permet de traverser le Cher, à l'entrée du village, pour rallier Berthenay et Saint-Genouph sur la rive droite ; la RD 300 traverse la commune du Sud, en direction de Druye, jusqu'au bourg du village.
La commune est à dix minutes des échangeurs autoroutiers de Villandry et de Druye sur l'A85.
Elle est desservie par le train sur la ligne TER Tours-Saumur-Angers. La gare SNCF de Savonnières se trouve à 2 km au nord du bourg.
Savonnières est sur le tracé des lignes 32, Résabus 5 et Résabus 32 du réseau Fil bleu de la métropole.

## Toponymie
Savonnières vient du nom « Saponaria ».
Saponaria est le nom que les Romains donnaient aux domaines qui fabriquaient du savon gaulois. Ces domaines se trouvaient toujours à proximité des villes construites par les Romains :
- Angers : Savennières ;
- Bar-le-Duc : Savonnières-devant-Bar ;
- Saint-Dizier : Savonnières-en-Perthois ;
- Toul : Savonnières ;
- Tours : Savonnières.

Le savon gaulois était constitué de graisse animale et de cendre, il servait surtout aux femmes gallo-romaines pour se teindre les cheveux en roux.
La saponaire n'est pas à l'origine du mot Saponaria puisque son nom ancien est savonnière. Ce n'est que depuis la classification des plantes par Carl von Linné au XVIIIe siècle que son nom est devenu saponaria par latinisation.
De plus la saponaire sauvage ne pousse pas spontanément sur le territoire de la commune.
Saponariae, 1138 (Bibliothèque Nationale de France, collection Dom Housseau, Charte de Hugues, archevêque de Tours) ; Guillermus Berol et Gaufricus, filius ejus, de parochia de Savoneriis, 1247 (Archives Nationales-JJ 274, Querimoniae Turonum, n° 781) ; Savonerie, XIIIe siècle (cartulaire de l’archevêché de Tours, t. 2, p. 320, charte 313) ; La parroisse de Savonnieres, XIXe siècle (cartulaire de l’archevêché de Tours, t. 2, p. 162, charte 246) ; Savonnières près Tours, 1er juin 1456 (cartulaire de l’archevêque de Tours, Aveu de Louis Chabot) ; Savonnières, octobre 1493 (Archives Nationales-JJ 226A, n° 203, fol. 121) ; Savonnières sur Cher, au XVIIe siècle (contrats de commerce sur la Loire).
Délimitation réalisée de Berthenay d'avec Savonnières, XVIIIe siècle (A.D. 37-C 737). Délimitation réalisée de Savonnières d’avec Saint-Genouph par arrêté préfectoral du 15 novembre 1939 : Savonnières cède à Saint-Genouph les villages du Grand et du Petit Morier, et de la Motte-Fouquet.

## Histoire

### Seigneurie
Une famille seigneuriale, est citée depuis la mi-XIe siècle, comportant plusieurs Auger, dont au moins un semble marier une Co(u)lombiers/Villandry (en 1141, Jacquelin de Colombiers est seigneur de Savonnières). L'héritière Léticia de Savonnières († 1207) épouse Philippe/Jean de Montoire dans la première moitié du XIIe siècle, et leur fils Pierre II de Montoire épouse l'héritière Agnès de Vendôme ; le fils de Pierre et d'Agnès devient en 1217 le comte Jean IV de Vendôme († 1240) ; les comtes de Vendôme descendent de Foulques l'Oison, petit-fils de Foulques Nerra d'Anjou). Savonnières relevait de la baronnie épiscopale d'Artannes, et l'hommage était dû à l'archevêque de Tours, non au roi-comte de Touraine.
- Au début du XIIIe siècle, Bois-Robert[34], un fief de la paroisse de Savonnières, est aux mains de Pierre II Savary de Co(u)lombiers († après 1238), aussi seigneur ou châtelain de Montbazon vers 1206 (il avait succédé dans ces deux fiefs à son grand-père Philippe/Philibert de Colombiers, fieffé à Montbazon vers 1204/1205 par Philippe Auguste vainqueur de Jean sans Terre, la Touraine passant sous le contrôle du roi capétien vers 1204 et les Plantagenêts étant éliminés), et de Montsoreau vers 1230 par son mariage. Pierre II Savary est un ancêtre — peut-être à la 7e génération ? — de Renaud de Montbazon (né vers 1325 ? -† après 1383) qu'on va rencontrer un peu plus loin. Les bisaïeuls (arrière-grands-parents) de Renaud étaient Geoffroy Savary Payen de Colombiers/Villandry (vers 1250-après 1302 ; petit-fils de Pierre II) et Jeanne/Yolande de Vendôme (1255-1302 ; probable fille de Bouchard V de Vendôme, lui-même petit-fils de Jean IV de Vendôme ci-dessus),

À la même époque les Vendôme puis les Sainte-Maure continuent leur règne sur Savonnières : Agnès de Vendôme, fille dudit Jean IV, épouse Josbert Ier de Pressigny-Ste-Maure (né vers 1190, croisé en 1229) : leur fils Guillaume IV († 1271) est seigneur de Ste-Maure, Pressigny et Colombiers, et leur arrière-arrière-petite-fille Isabelle de Sainte-Maure épouse en 1301 Amaury III de Craon : ils sont les grands-parents de Jeanne/Aléonor de Craon, la femme de Renaud de Montbazon († ap. 1383). Mais dès 1330 environ, les Savary de Montbazon et Co(u)lombiers/Villandry (Barthélemi Ier (~1280-1347), cité comme seigneur en 1330, fils de Geoffroy Savary et père de Barthélemy II (cité en 1350), lui-même père dudit Renaud, cité en 1360) avaient acheté Savonnières aux Craon, héritiers des Sainte-Maure et des Vendôme.
Jeanne de Montbazon, fille de Renaud de Montbazon et de Jeanne/Aénor de Craon, et donc descendante de toutes les familles seigneuriales de Savonnières qu'on vient d'évoquer, épouse son cousin Guillaume II de Craon-Châteaudun en 1372. Savonnières passe ensuite successivement aux enfants de Guillaume de Craon et Jeanne de Montbazon : Guillaume III et Jean Ier de Craon  (deux vicomtes de Châteaudun ; Jean fut Grand Echanson et mourut à Azincourt en 1415), puis leur sœur Marguerite de Craon, aussi dame de Montbazon, Marcillac, Ste-Maure, Nouâtre (mais pas de Colombiers/Villandry, allé à leur sœur cadette Marie de Craon, femme de Louis Ier Chabot de La Grève (~1370-1422)), et femme de Guy VIII, seigneur de La Rochefoucauld (fl. vers 1400, 1419) ;
Puis les La Rochefoucauld se dessaisissent de Savonnières qui passe : - aux Chabot : Louis Ier ci-dessus, par sa femme Marie de Craon, puis leur fils aîné Thibaud X Chabot (1400-† en 1429 à la bataille de Patay) ; - Vente à Jean de Graville (est-ce Jean V Malet ?), puis retour à Louis II Chabot († 1486), fils de Thibaud X ; - aux Maillé vers 1470-1476 (vente à Hardouin IX de Maillé) ; - à Navarrot d'Anglade en 1476, aussi seigneur de Colombiers/Villandry (hommage en 1473), mari en 1470 de Madeleine Chabot, troisième fille dudit Louis II Chabot de La Grève de Pressigny († 1486), lui-même petit-neveu de Marguerite de Craon par sa grand-mère, ladite Marie de Craon, sœur de Marguerite ; - à Jean de Quérardville, écuyer, en 1481 ; - à Michel Gaillard de Longjumeau et Chailly († 1501) en 1494, maire de Tours, général des Finances et des Galères de France, aussi acquéreur de Villandry en juillet 1494 (Savonnières suit désormais les mêmes seigneurs que Colombiers/Villandry jusqu'à la Révolution) ; - à Antoine des Aubrés/des Aubus, vicomte de Bayeux, valet de chambre du roi, en 1497 avec Villandry (hommage en novembre 1500), puis sa veuve Françoise Fresneau (hommage en avril 1520), et leur fils Jean des Aubrés/des Aubus ; - à Henri Bo(u)hier, demi-frère de Thomas (le maître de Chenonceau), en 1501/1505, sénéchal de Lyon, bailli de Mâcon, maire de Tours, maître d'hôtel du roi, aussi seigneur de Villandry ; quelques années après, rachat par ladite Françoise Fresneau : puis son fils Jean des Aubrés/des Aubus, sire en 1524, vend Villandry et Savonnières le 4 mars 1532 à - Jean (Le) Breton (v. 1490-1542), déjà propriétaire de Villesavin.
Les (Le) Breton conservent Savonnières et Villandry jusqu'au 23 juillet 1754 (vente de Savonnières et Villandry au comte de Castellane, pour 90 000 livres) ; suivis du comte Michel-Ange de Castellane (1703-1782 ; aussi maître du Rivau en 1768), puis de son fils Esprit-Henri de Castellane (1730-1799), dernier seigneur de Savonnières, de Villandry et du Rivau.
(Remarque : une famille noble d'Anjou est dite de Savonnières : il faut comprendre de Savennières).

## Politique et administration

### Tendances politiques et résultats
| Scrutin             | Scrutin             | 1er tour | 1er tour | 1er tour | 1er tour | 1er tour | 1er tour | 1er tour | 1er tour | 1er tour | 1er tour | 1er tour | 1er tour | 2d tour | 2d tour | 2d tour | 2d tour | 2d tour | 2d tour |
| Scrutin             | Scrutin             | 1er      | 1er      | %        | 2e       | 2e       | %        | 3e       | 3e       | %        | 4e       | 4e       | %        | 1er     | 1er     | %       | 2e      | 2e      | %       |
| ------------------- | ------------------- | -------- | -------- | -------- | -------- | -------- | -------- | -------- | -------- | -------- | -------- | -------- | -------- | ------- | ------- | ------- | ------- | ------- | ------- |
| Présidentielle 2017 | Présidentielle 2017 |          | EM       | 26,94    |          | LR       | 23,83    |          | LFI      | 17,69    |          | FN       | 16,30    |         | EM      | 73,34   |         | FN      | 26,66   |
| Présidentielle 2022 | Présidentielle 2022 |          | LREM     | 37,21    |          | LFI      | 17,78    |          | RN       | 15,64    |          | EELV     | 6,77     |         | LREM    | 71,07   |         | RN      | 28,93   |
| Législatives 2022   | 4e                  |          | RE-Ens   | 35,92    |          | PS-Nupes | 28,16    |          | RN       | 16,69    |          | LR       | 8,13     |         | RE      | 57,78   |         | PS      | 42,22   |
| Législatives 2024   | 4e                  |          | RE-Ens   | 33,67    |          | PS-NFP   | 28,96    |          | RN       | 28,70    |          | LR       | 8,06     |         | PS      | 60,59   |         | RN      | 39,41   |

### Rattachements électoraux et administratifs
La commune de Savonnières appartient à l'arrondissement de Tours, au canton de Ballan-Miré et a la métropole Tours Métropole Val de Loire.

### Liste des maires
| Période                                  | Période   | Identité                  | Étiquette | Qualité                                                                       |
| ---------------------------------------- | --------- | ------------------------- | --------- | ----------------------------------------------------------------------------- |
| 14 déc 1812                              | mai 1815  | Guillaume André Villoteau |           |                                                                               |
| XIXe siècle                              | ?         | Victor Joseph Petit       |           |                                                                               |
| Les données manquantes sont à compléter. |           |                           |           |                                                                               |
| ?                                        | juin 1995 | Michel Crétault           |           |                                                                               |
| juin 1995                                | mai 2020  | Bernard Lorido            | DVD       | Géomètre-expert retraité                                                      |
| mai 2020                                 | En cours  | Nathalie Savaton          | DVD       | Gérante de maison d'hôtes 12e vice-présidente de Tours Métropole Val de Loire |

### Politique environnementale
Dans son palmarès 2016, le Conseil National des Villes et Villages Fleuris de France a attribué une fleur à la commune au Concours des villes et villages fleuris.

## Population et société

### Démographie
L'évolution du nombre d'habitants est connue à travers les recensements de la population effectués dans la commune depuis 1793. Pour les communes de moins de 10 000 habitants, une enquête de recensement portant sur toute la population est réalisée tous les cinq ans, les populations de référence des années intermédiaires étant quant à elles estimées par interpolation ou extrapolation. Pour la commune, le premier recensement exhaustif entrant dans le cadre du nouveau dispositif a été réalisé en 2008.

En 2022, la commune comptait 3 346 habitants, en évolution de +6,19 % par rapport à 2016 (Indre-et-Loire : +1,67 %, France hors Mayotte : +2,11 %).
| 1793  | 1800  | 1806  | 1821  | 1831  | 1836  | 1841  | 1846  | 1851  |
| ----- | ----- | ----- | ----- | ----- | ----- | ----- | ----- | ----- |
| 1 166 | 1 305 | 1 344 | 1 353 | 1 358 | 1 305 | 1 254 | 1 258 | 1 289 |

| 1856  | 1861  | 1866  | 1872  | 1876  | 1881  | 1886  | 1891  | 1896  |
| ----- | ----- | ----- | ----- | ----- | ----- | ----- | ----- | ----- |
| 1 366 | 1 332 | 1 306 | 1 234 | 1 284 | 1 326 | 1 316 | 1 262 | 1 216 |

| 1901  | 1906  | 1911  | 1921  | 1926 | 1931 | 1936 | 1946 | 1954  |
| ----- | ----- | ----- | ----- | ---- | ---- | ---- | ---- | ----- |
| 1 195 | 1 169 | 1 101 | 1 027 | 992  | 947  | 936  | 971  | 1 034 |

| 1962  | 1968  | 1975  | 1982  | 1990  | 1999  | 2006  | 2008  | 2013  |
| ----- | ----- | ----- | ----- | ----- | ----- | ----- | ----- | ----- |
| 1 116 | 1 260 | 1 446 | 1 813 | 2 030 | 2 558 | 2 919 | 3 021 | 3 141 |

| 2018  | 2022  | - | - | - | - | - | - | - |
| ----- | ----- | - | - | - | - | - | - | - |
| 3 153 | 3 346 | - | - | - | - | - | - | - |

### Enseignement
Savonnières se situe dans l'Académie d'Orléans-Tours (Zone B) et dans la circonscription de Joué-lès-Tours.
L'école maternelle des quatre couleurs et l'école élémentaire Jeanne-Boisvinet accueillent les élèves de la commune.
Le collège public de secteur est le collège René-Cassin situé a Ballan-Miré

## Culture locale et patrimoine

### Lieux et monuments

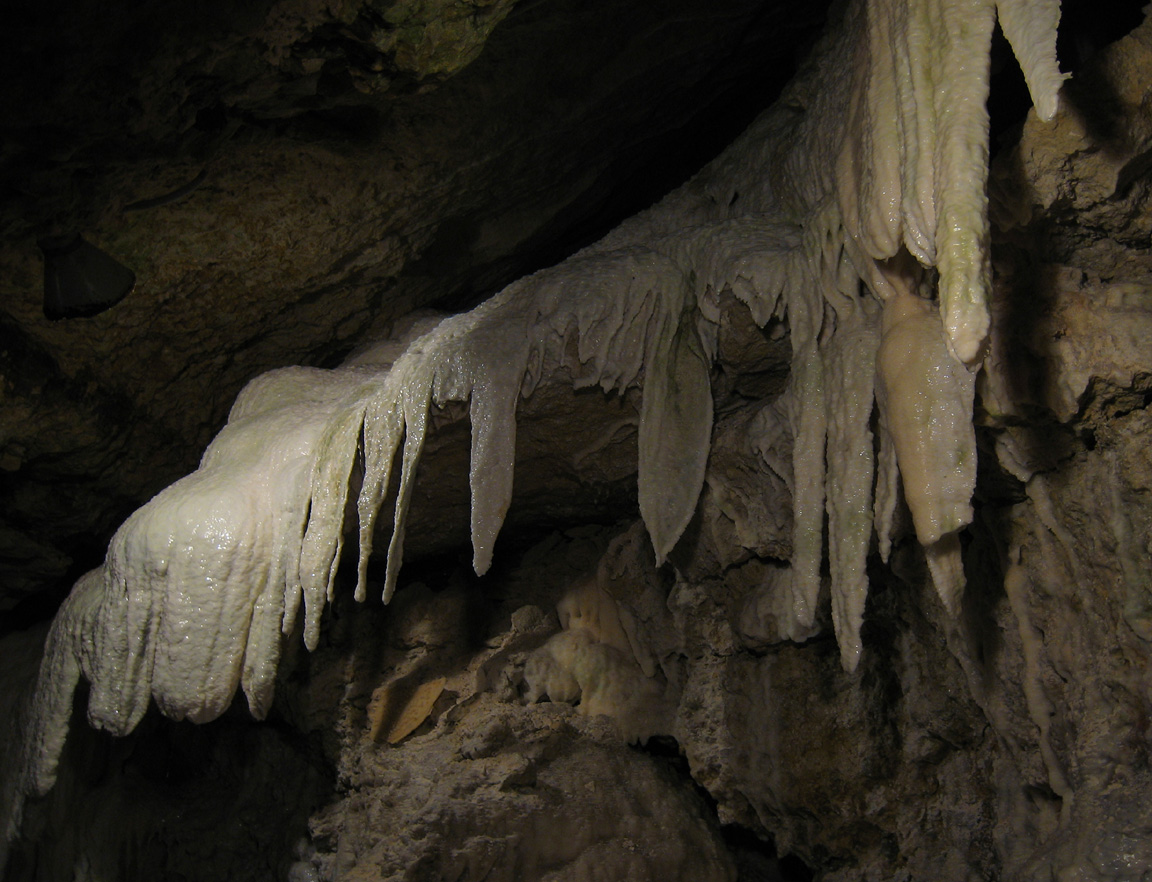
Grottes pétrifiantes de Savonnières.

- Grottes pétrifiantes (lieu-dit les Caves Gouttières), anciennes grottes utilisées par les Romains, servant au Moyen Âge pour l'extraction de la pierre de tuffeau, envahies depuis par les eaux grâce auxquelles se sont formées stalactites, stalagmites, draperies et cascades pétrifiées. Elles sont ouvertes au public depuis les années 1960 et sont le siège d'un artisanat d’art insolite dû à la nature : la pétrification d’objets et de bas-reliefs grâce au dépôt de calcite, pouvant être achetés sur place[48]. (à 1,4& km à l'ouest du bourg) ;
- Église Saint-Gervais-Saint-Protais, du XIIe siècle, située dans le bourg, classée monument historique depuis 1973[49] ;
- Manoir de La Carmerie (XVIIe siècle), l'ancienne chapelle est inscrite aux monuments historiques depuis 1962[50] (à 2,448 km au sud-est du bourg) ;
- Manoir du Plessis (XVIe siècle et XVIIe siècle) : façades et toitures inscrites aux monuments historiques depuis 1948[51] (à 1,5 km au sud-est du bourg) ;
- Four à chaux au lieu-dit les Caves Gouttières, daté de 1842 et recensé à l'inventaire du patrimoine depuis 2004[52] ;
- Dame Périnelle, reconstitution d'un bateau médiéval (scute) par l'association « Les bateliers du Cher », classé au Patrimoine fluvial depuis 2012[53], amarré et visible sur les berges du Cher en compagnie d'autres bateaux traditionnels ;
- Prieuré des Granges des XVIIIe et XIXe siècles - rue des Fontaines[54] ;
- Prieuré Sainte-Anne des XVe et XVIIe siècles - rue Chaude[54] ;
- Moulin des Fontaines du XVe siècle - rue du Paradis[54],[55]  Le Moulin des Fontaines est l'une des constructions les plus anciennes de Savonnières dont les origines remontent à l'époque gallo-romaine (Ve siècle). Des traces d'occupation de la période néolithique ont également été mises en évidence. Suivant les dernières recherches, les bâtiments actuels du moulin datent des XIIe, XIVe, XVe et XVIIIe siècles. Le Moulin a fonctionné jusqu'en 1949 ; les mécanismes et les meules qui sont encore en place datent de 1850 environ[56];
- Barrage sur le Cher, construit sous Napoléon Ier, servant à l'époque à alimenter un moulin à eau, moulin qui sera détruit par le feu en 1912 mais le barrage subsistera[54] ;
- Château des Touches (XVIIe siècle) situé à la limite du ban communal de Ballan-Miré (à 4 km à l'est du bourg)[54] ;
- Vestiges des châteaux de Savonnières : quelques traces d'un château construit à l'emplacement du bourg vers 1150[57],[58] ; vestiges d'un autre château construit au XVIIIe siècle au lieudit les Mazeraies (à 3 km à l'est du bourg). Situé sur un territoire clos de mur de près de 20 hectares ce château flanqué d'une tour aurait été détruit pendant la Seconde Guerre mondiale[59]. Il aurait brûlé, alors que l'armée allemande souhaitait le réquisitionner une deuxième fois. Les communs sont toujours visibles, ainsi que la maison du vigneron dont le pressoir est toujours en place. Ce dernier donne accès à une cave troglodyte de près de 60 m de long ainsi qu'à une très ancienne glacière.[réf. nécessaire]

### Personnalités liées à la commune
- Bernard Palissy visite les Caves Gouttières pendant l'année 1547.
- Guillaume André Villoteau (1759-1834), chanteur d'opéra, musicographe, membre de la Commission des sciences et des arts d'Égypte, fut maire de la commune (1812-1815) où il avait acheté la ferme des Mazeraies en 1809.
- Le sculpteur Pierre Matter (1964-) y a son atelier[60].

### Héraldique
| Blason de Savonnières | Blason  | D'argent à la saponaire fleurie de gueules, tigée et feuillée de sinople, chaussé d'azur aux deux fleurs de lys d'or. |
| Blason de Savonnières | Détails | |